# Tapejara, Paraná
Tapejara este un oraș în Paraná (PR), Brazilia.